# Dust: A Tale of the Wired West
Pour les articles homonymes, voir Dust.
Dust: A Tale of the Wired West est un jeu vidéo d'aventure développé par Cyberflix et édité par GTE Entertainment, sorti en 1995 sur Windows et Mac.

## Synopsis
Après que le protagoniste qui avait planté un poignard dans la main du tricheur de cartes, il fuit en débarquant dans la petite ville de Diamondback.

## Accueil
- Adventure Gamers : 4/5[1]
- PC Team : 83 %[2]